# Sanatoriums du plateau d'Hauteville
Les sanatoriums du plateau d'Hauteville sont des sanatoriums ou des établissements spécialisés dans le traitement de la tuberculose et de certaines maladies pulmonaires infectieuses chroniques, installés au début du XXe siècle sur le plateau d'Hauteville, à Hauteville, à Lompnes sur la commune de Plateau d'Hauteville dans l'AIn.
Cet ensemble est né de la volonté du médecin Frédéric Dumarest et de l'industriel Félix Mangini de créer des lieux pour soigner la tuberculose. Aidé par la loi Honnorat de 1920 qui impose un lieu de soin de cette maladie pour chaque département, leur projet se développe et aboutit à plus de dix établissements durant la première moitié du XXe siècle. Participant pleinement à l'évolution du traitement de la tuberculose, il y est réalisé la première intervention de thoracoplastie destinée à soigner les tuberculeux. L'importance de l'ensemble des établissements et le nombre de patients modifient en profondeur l'économie et la démographie des villages du plateau ; quand les antibiotiques rendent rapidement obsolètes les thérapies prodiguées dans les sanatoriums, ils se transforment en profondeur, ou disparaissent. 

## Histoire

### Les fondateurs: Frédéric Desmarest et Félix Mangini

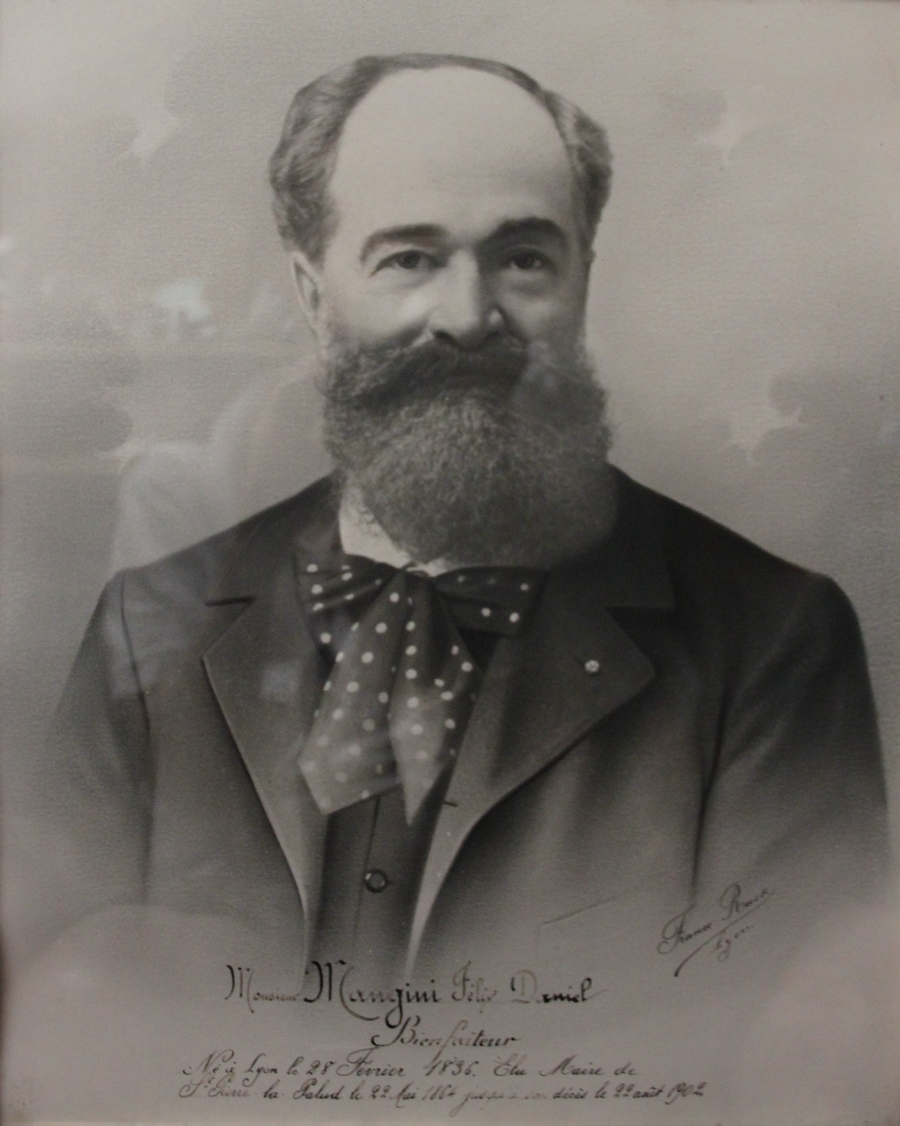
Félix Mangini

L’histoire des sanatoriums sur le plateau d’Hauteville commence avec deux hommes, le docteur Frédéric Desmarest et l’industriel lyonnais Félix Mangini.
Le père de Frédéric Dumarest, lui-même médecin à Hauteville de 1836 à 1882, avait publié un ouvrage sur l’effet bénéfique des montagnes de moyenne altitude sur la santé des patients souffrant de problèmes respiratoires. Son fils va mettre en œuvre les idées de son père alors qu’il commence sa carrière de médecin en 1891.
Pour financer le premier sanatorium populaire de France, Dumarest a besoin de mécènes. Il se tourne vers Félix Mangini qu’il rencontre pendant ses études à l’hôpital Réné Sabran de Gien et qui avait déjà financé de nombreux projets sociaux à Lyon. Celui-ci est d’autant plus sensible à cette cause qu’il a perdu sa fille de la tuberculose.
Une autre mécène importante sera la veuve de Michel Perret, industriel lyonnais avec un don important.
Félix Mangini fait également appel à d’autres lyonnais tels que les frères Lumière, à la chambre de commerce de Lyon et au Pari Mutuel.

### La loi Honnorat
On peut distinguer deux grandes périodes pour la construction des sanatoriums sur le plateau d’Hauteville : avant la loi Honnorat de 1900 à 1920, et après la loi, entre 1920 à 1950.
En effet, la loi Honnorat obligeant les départements ou les communes à hospitaliser les malades tuberculeux dans des sanatoriums déclenchera la construction de nombreux établissements publics dans toute la France. Les départements ne détenant pas tous de terrains convenant aux conditions propices pour les traitements s’associent à d’autres et c’est ainsi que le plateau d’Hauteville accueille les malades de l’Ain mais aussi ceux de la Seine, de la Meuse, du Jura, de l’Oise, de l’Ille-et-Vilaine et de la Savoie. La loi exigeait également la séparation des sexes.

### Construction des établissements
Après Mangini est construit l'établissement Bellecombe puis suivent les autres grands sanatoriums d'Hauteville: le sanatorium Belligneux appelé à l'origine sanatorium du Dr Dumarest en 1912, le sanatorium Château d'Angeville en 1920, le sanatorium Le Sermay en 1920, le sanatorium Régina en 1926, le sanatorium l'Espérance en 1927 construit par la fondation Rothschild, le sanatorium Modern'Hôtel, puis le sanatorium L'Albarine qui s'appelait à sa création sanatorium Grand Hôtel en 1930, et enfin le sanatorium Interdépartemental en 1935. Le sanatorium La Savoie est le dernier à être construit en 1935.

### La reconversion depuis 1970
En 10 mai 1968, la tuberculose ayant été quasiment éradiquée grâce aux traitements antibiotiques, un décret autorise les établissements à se reconvertir en diverses activités médicales. Sur le plateau, elle commence en 1970 et les spécialités choisies alors sont la rééducation fonctionnelle, la pneumologie, la psychiatrie, l’addictologie ou bien la dialyse rénale. Un autre se tourne vers le médico-social pour devenir un institut médico-professionnel.
Aujourd’hui, ces centres hospitaliers perdurent en s’adaptant aux évolutions de la médecine, en fusionnant, en changeant de spécialité si cela est nécessaire. Les bâtiments sont rénovés, adaptés ou bien dans certains cas abandonnés et certains rasés. En 1998, les établissements publics, Albarine-Belligneux, Bellecombe-Espérance et l'Interdépartemental ont fusionné, Belligneux et Espérance sont abandonnés respectivement en 2000 et en 2024, Bellecombe est rasé en 2022.
L'activité médicale reste importante pour l’activité économique du plateau avec les différents nouvelles structures qui perdurent ou qui se sont créées à la suite de l'activité sanatoriale tels que la clinique du Souffle ou l'Institut de formation en Soins Infirmiers (IFSI) d'Aides-Soignants (IFAS) du Bugey.

## Les établissements

### Le premier: le sanatorium Mangini (1900)

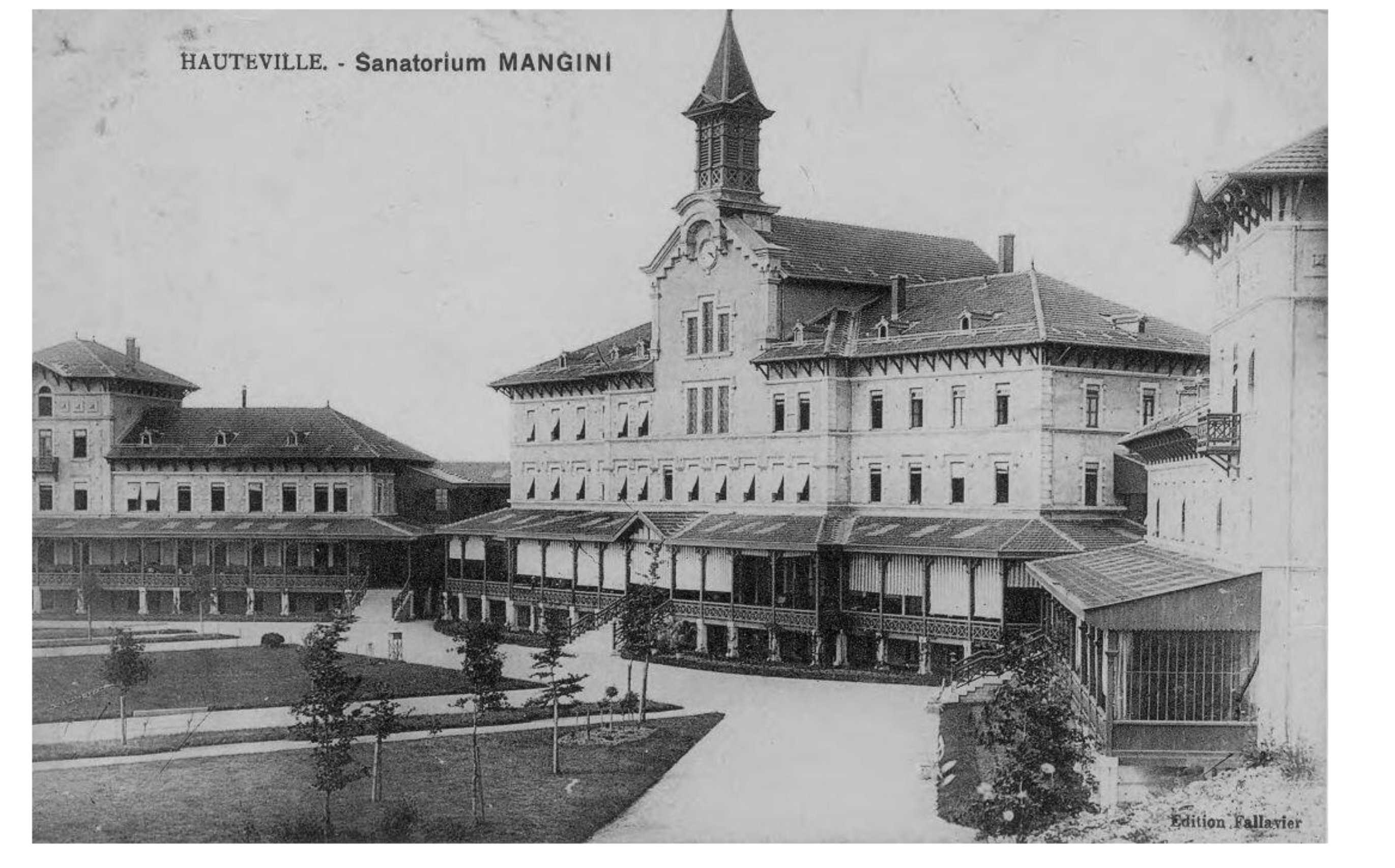
Le sanatorium Mangini dans les années 1900.

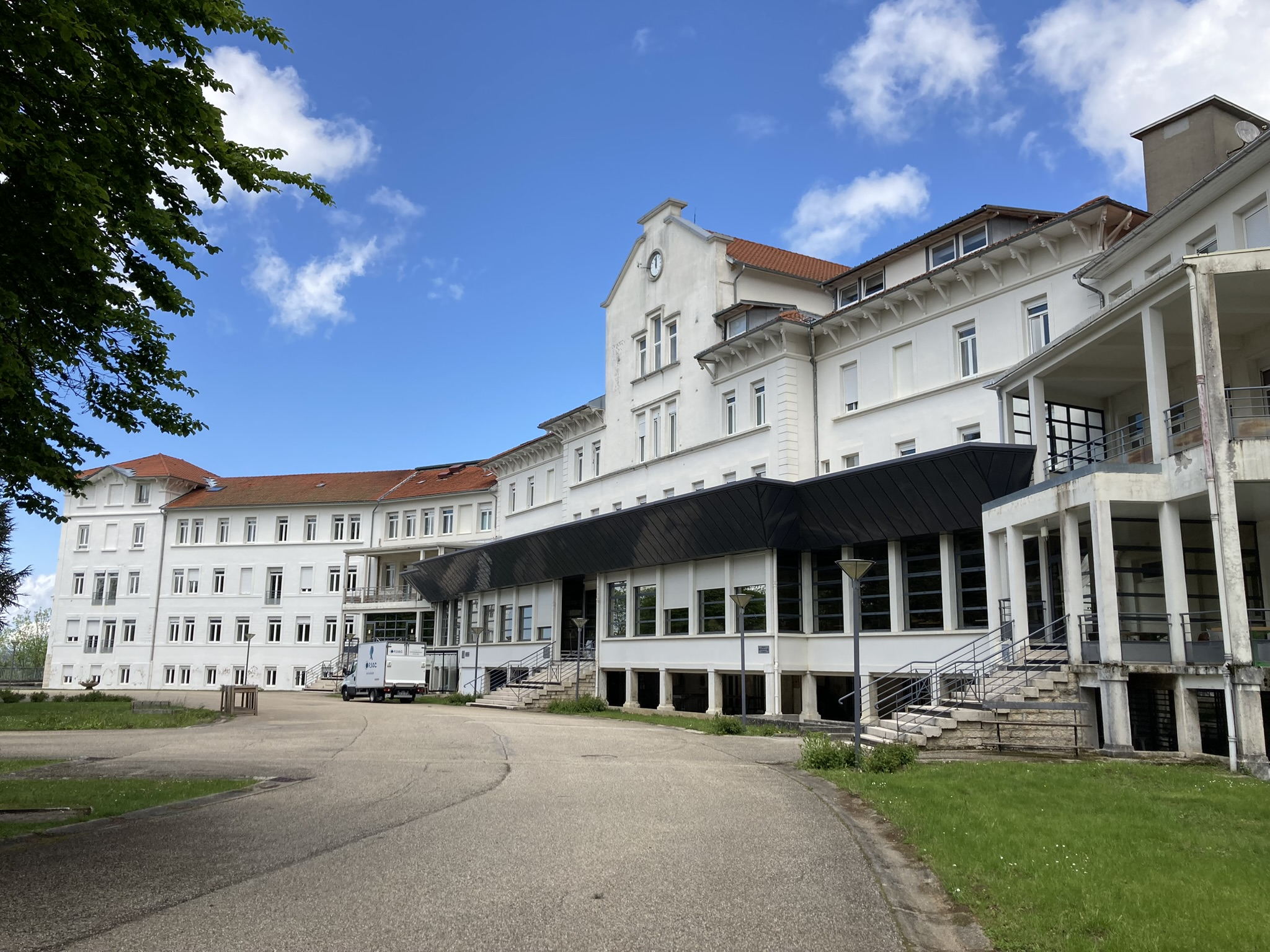
Le sanatorium Mangini en 2024.

Le sanatorium Mangini est le premier construit à Hauteville, cela commence par la création en 1897 de L’Œuvre lyonnaise des Tuberculeux indigents par Frédéric Dumarest et Félix Mangini. L’idée était de créer un sanatorium pour les moins fortunés. Le don de la veuve Michel Perret de 1,8 million francs or géré par l’œuvre permet de faire baisser le prix d’une journée d’hospitalisation de 4 à 2,5 francs pour le patient.
La construction commence en 1897 selon les plans des sanatoriums observés en Suisse et en Allemagne. Le sanatorium fonctionne en autonomie : un réseau d’alimentation en eau doit être créé car la commune de Cormaranche refuse que l’on utilise le captage des sources de sa commune, Hauteville n’ayant pas de réseau électrique, on construit un groupe électrogène et le chauffage et l’eau chaude est assuré par une chaudière à charbon.
Le sanatorium ouvre en août 1900 ; conçu au départ pour 120 lits mixtes, il passera à 170 pendant la première guerre, et à partir de 1926, il n’accueillera que des femmes. Le bâtiment a été adapté en 1950 avec le rehaussement des deux ailes latérales pour permettre la modernisation des chambres et la création de blocs opératoires, en 1976 avec la création d’une aile nord pour créer des cabinets médicaux, des salles de radiologie, de la balnéothérapie… La dernière rénovation date de 2000.
Aujourd’hui, Mangini a été repris en 2009 par l’association Orsac et associé avec l’ancien sanatorium Orcet, ils forment le centre Orcet-Mangini. Ils accueillent des patients adressés par les établissements hospitaliers de la région pour des séjours en rééducation fonctionnelle.

### Le sanatorium Bellecombe
Le sanatorium Bellecombe a été crée en 1903 après le succès du sanatorium Mangini avec 25 lits, il était destiné aux classes sociales aisées. En 1918, le sanatorium est cédé au département de l'Ain et devient le premier sanatorium public de la station. En 1929, l'Ain s'associe au département de la Meuse et l'établissement est réservé aux hommes. En 1975, il est reconverti en centre de pneumologie et le bâtiment est abandonné dans les années 2000 quand les trois établissements publics hospitaliers fusionnent. Il est démoli en décembre 2022 pour laisser place à la nouvelle gendarmerie du plateau d'Hauteville.

### Le sanatorium Dumarest - Belligneux

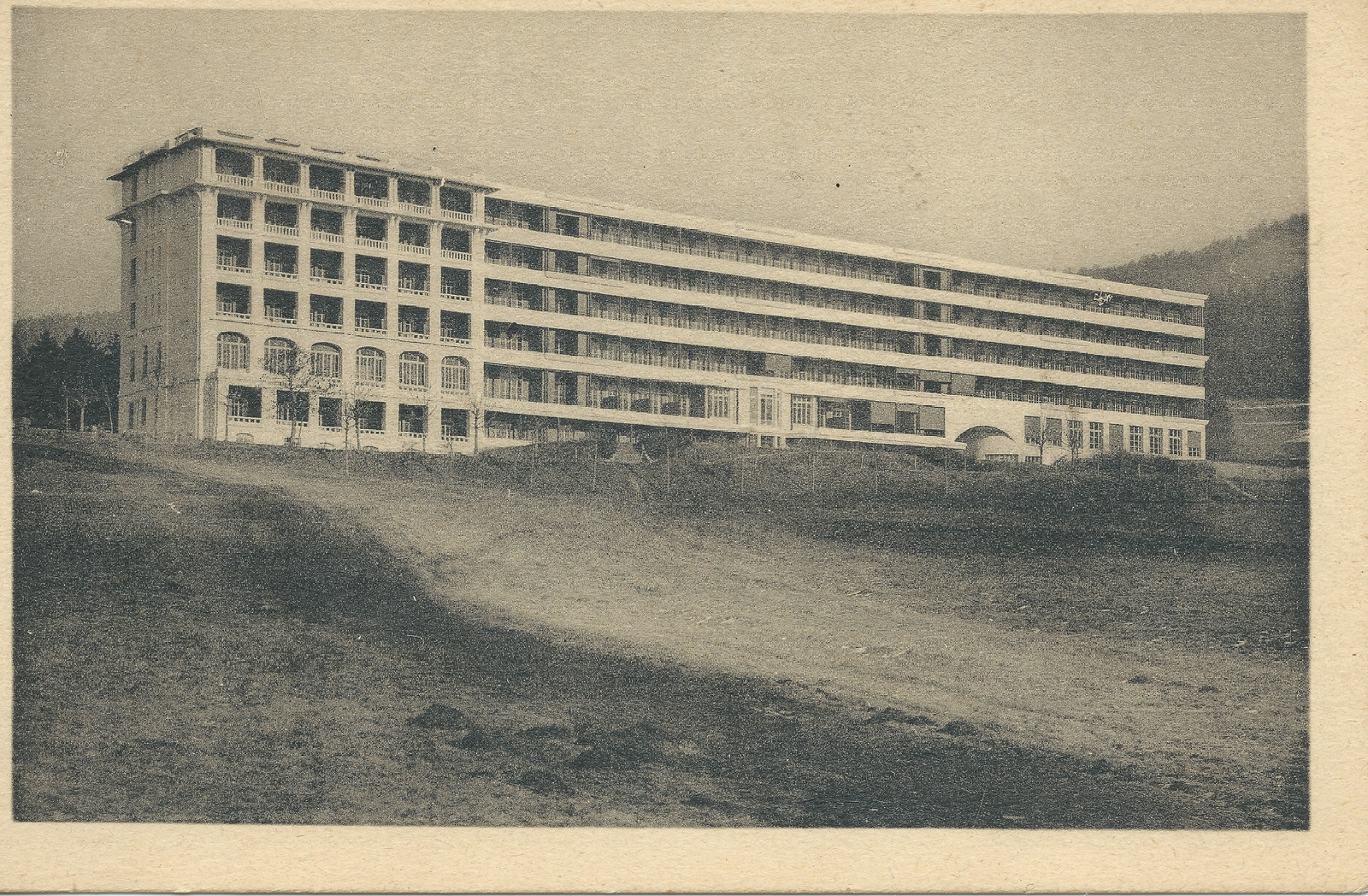
Le sanatorium Belligneux dans les années 1920.

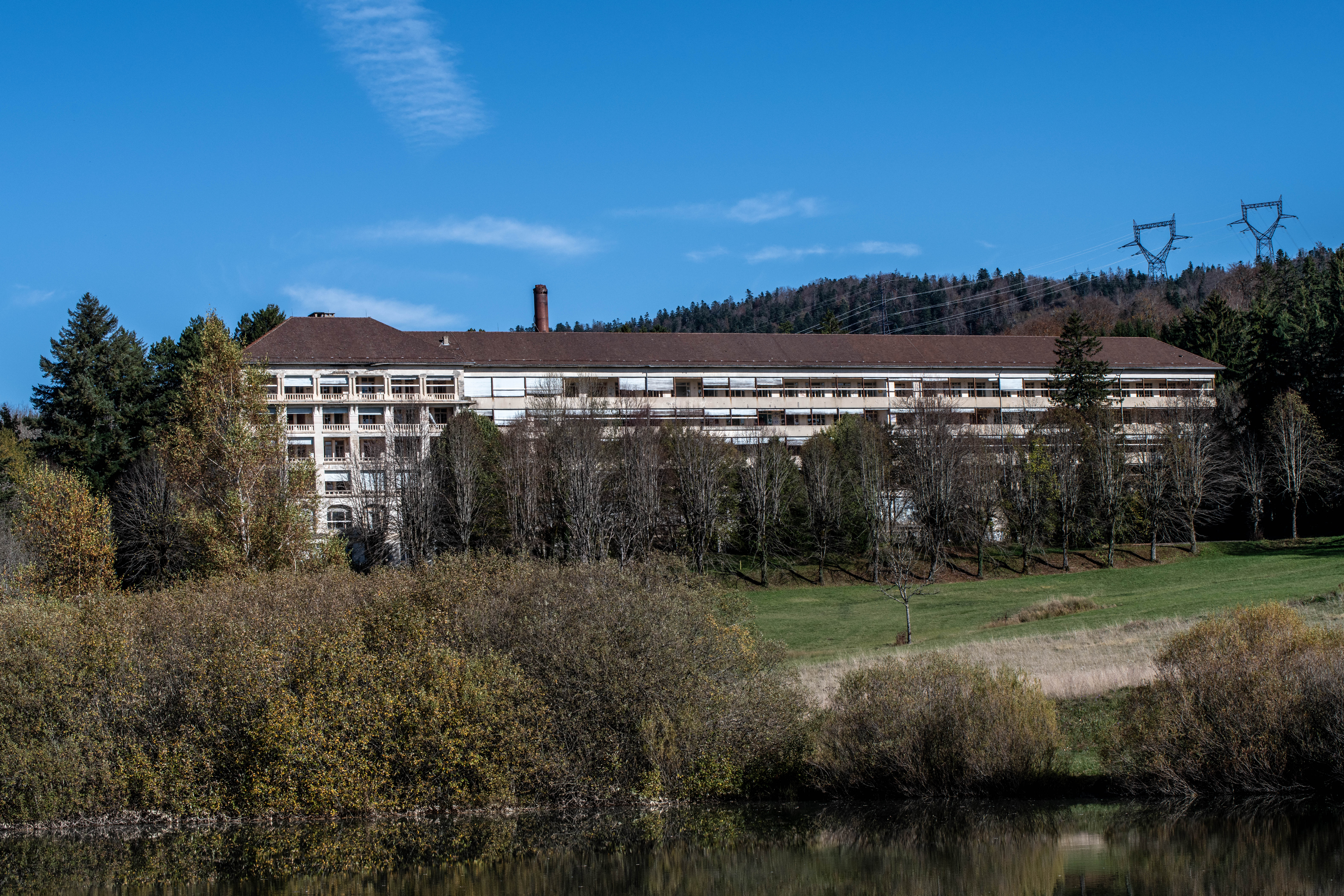
Le sanatorium Belligneux en 2024.

Le sanatorium Dumarest - Belligneux est un des premiers à avoir une architecture rectiligne orientée au sud. Il est construit à l'initiative du Dr Dumarest sur deux années et accueille ses premiers patients fin 1912. Comme Bellecombe, il est réservé aux personnes aisées, le prix d'une journée d'hospitalisation se montant entre 15 et 34 francs. Il possède 50 chambres individuelles avec salle de bains et balcon privatif, et quelques suites de trois ou quatre pièces. Il est agrandi en 1928 et passe à 120 chambres. La société du Sanatorium du Dr Dumarest fait faillite en 1932 et il est vendu au département de la Seine qui le renomme Belligneux et le réserve aux hommes. Après avoir fusionné en 1998 avec les autres établissements publics pour donner l'entité Centre Hospitalier Public d'Hauteville (CHPH), le bâtiment est abandonné en 2000. En 2021, une association a retrouvé des vitraux de style art déco des années 1920 ou 1930 de Paquier-Sarrazin dans les sous-sols. Ils vont être restaurés et exposés. 

### Le sanatorium Château d'Angeville

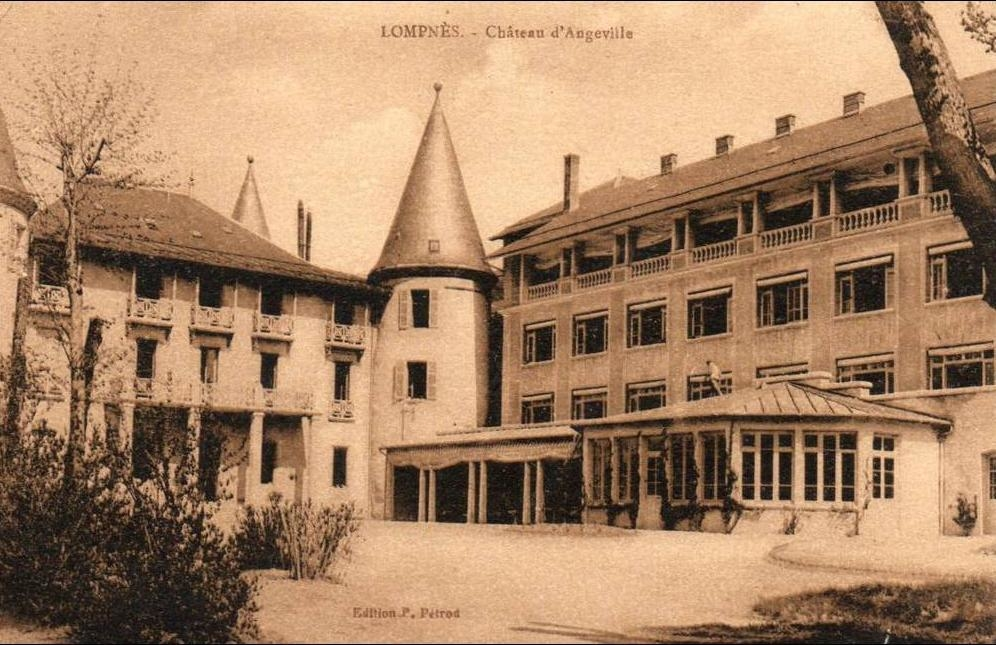
Le château d'Angeville transformé en sanatorium au début de siècle.

Depuis 1912 jusqu'au début de la première guerre mondiale, le château d'Angeville fonctionne comme hôtel de luxe pour les visiteurs des patients des sanatoriums. Le propriétaire décide de le fermer dès août 1914 et il reste alors inutilisé jusqu'en 1917, date à laquelle il est repris par la Croix-Rouge et transformé en sanatorium pour les officiers et les sous-officiers de l'armée. En 1920, à la suite de la loi Honnorat, il est agrandi et devient sanatorium pour femmes. Au moment de la reconversion dans les années 1970, il se spécialise dans la rééducation fonctionnelle. Plus tard, en 2016, il est rénové et des lits de rééducation sont transformés en EHPAD. En juillet 2022, la Croix-Rouge se sépare de toutes ses entités sur le plateau d'Hauteville et cède le château à l'association Orsac. Depuis, il continue de fonctionner comme centre de rééducation et comme EHPAD.

### Le sanatorium L'Espérance

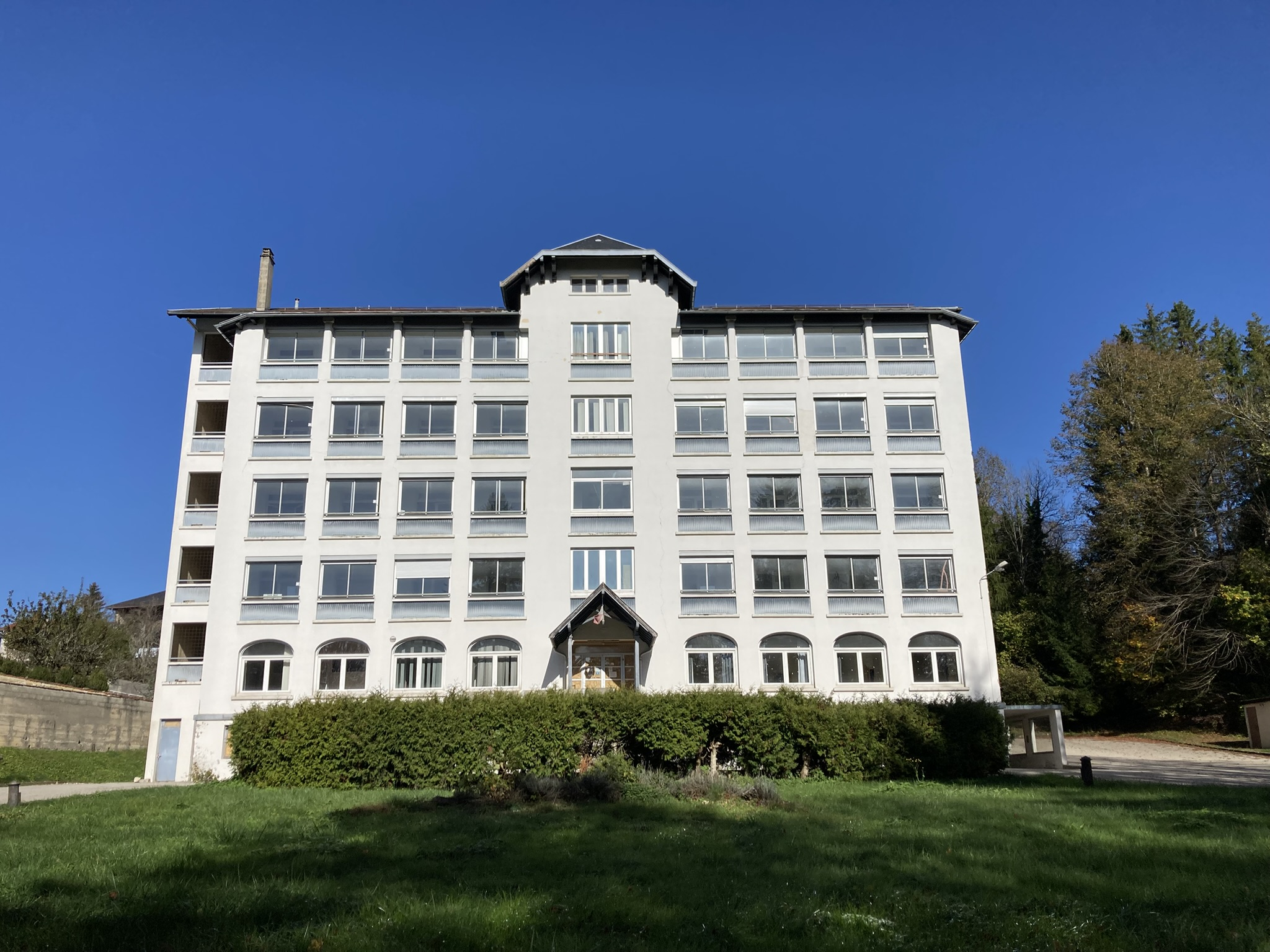
Sanatorium L'Espérance en 2024.

Le sanatorium L'Espérance, comportant au départ 75 lits a été construit en 1927 par la fondation Rothschild pour accueillir des femmes de confession juive. La rafle du Veld’Hiv provoque un afflux massif de familles d’origine juive à Hauteville car les familles connaissaient déjà la ville pour y être venues se faire soigner de la tuberculose. Le médecin chef Léon Bonafé qui exerce depuis 1926 accepte de faire de fausses attestations de tuberculose pour admettre des patientes à l’Espérance. Ainsi, en 1943, la moitié des patientes ne sont pas ou plus malades. Leurs enfants sont accueillis dans des familles d'accueil sur le plateau ce qui permit de les sauver de la déportation à l'exception de deux enfants Hans Ament et Georges Halpern qui sont raflés à Izieu,.
Le sanatorium est reconverti dans les années 1980 en centre d'addictologie et l'unité l'Espérance du Centre Hospitalier Public d'Hauteville quitte le bâtiment en 2024 pour des locaux neufs près du site de l'Albarine.

### Le sanatorium Grand Hôtel - L'Albarine

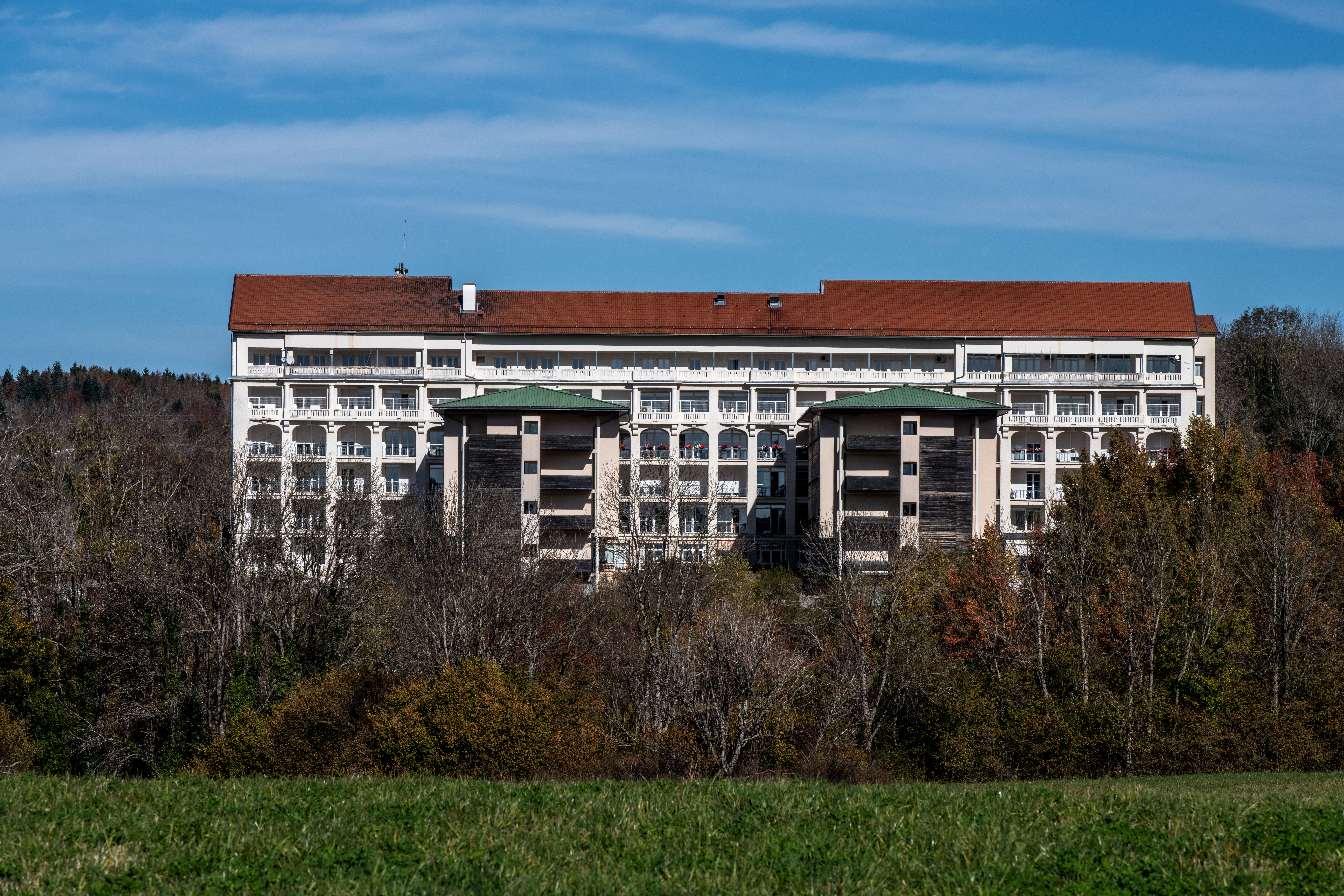
Sanatorium L'Albarine en 2024

Le sanatorium Grand Hôtel inauguré le 5 octobre 1930, appartenait au même titre que Belligneux à la société du Dr Desmaret et est implanté sur les terrains achetés devant Belligneux. Il devait concurrencer les grands sanatoriums luxueux pour attirer les patients étrangers, comme ceux implantés en Suisse, et ne comportait que des chambres particulières ou suites avec sanitaires et salles de bains privatifs. Après la faillite de la société de Dr Desmaret en 1932, il est vendu au département de la Seine et renommé l'Albarine, il est réservé alors aux femmes. Pour accueillir tous les patients du département, le bâtiment est agrandi et avec Belligneux, ils totalisaient 700 lits. Les chambres individuelles disparaissent au profit de dortoirs de 6 à 8 lits . Cette vente transforme deux sanatoriums privés en établissements publics et la clientèle aisée se tourne alors vers d'autres sanatoriums comme le Régina, le Splendid ou la Fresnaie.
En 1998, l'Albarine et Belligneux se regroupent avec Bellecombe-Espérance et l'Interdépartemental au sein de la même entité : le centre hospitalier public d'hauteville (CHPH). L'Albarine est rénovée et agrandie, quatre ailes perpendiculaires au bâtiment historique sont construites. En 2025, ce bâtiment accueille les activités de médecine et de rééducation (pneumologie, sepsis, douleurs soins palliatifs, gériatrie, nutrition obésité, consultations) et une EHPAD l’Orée des sapins.

### Le sanatorium Interdépartemental

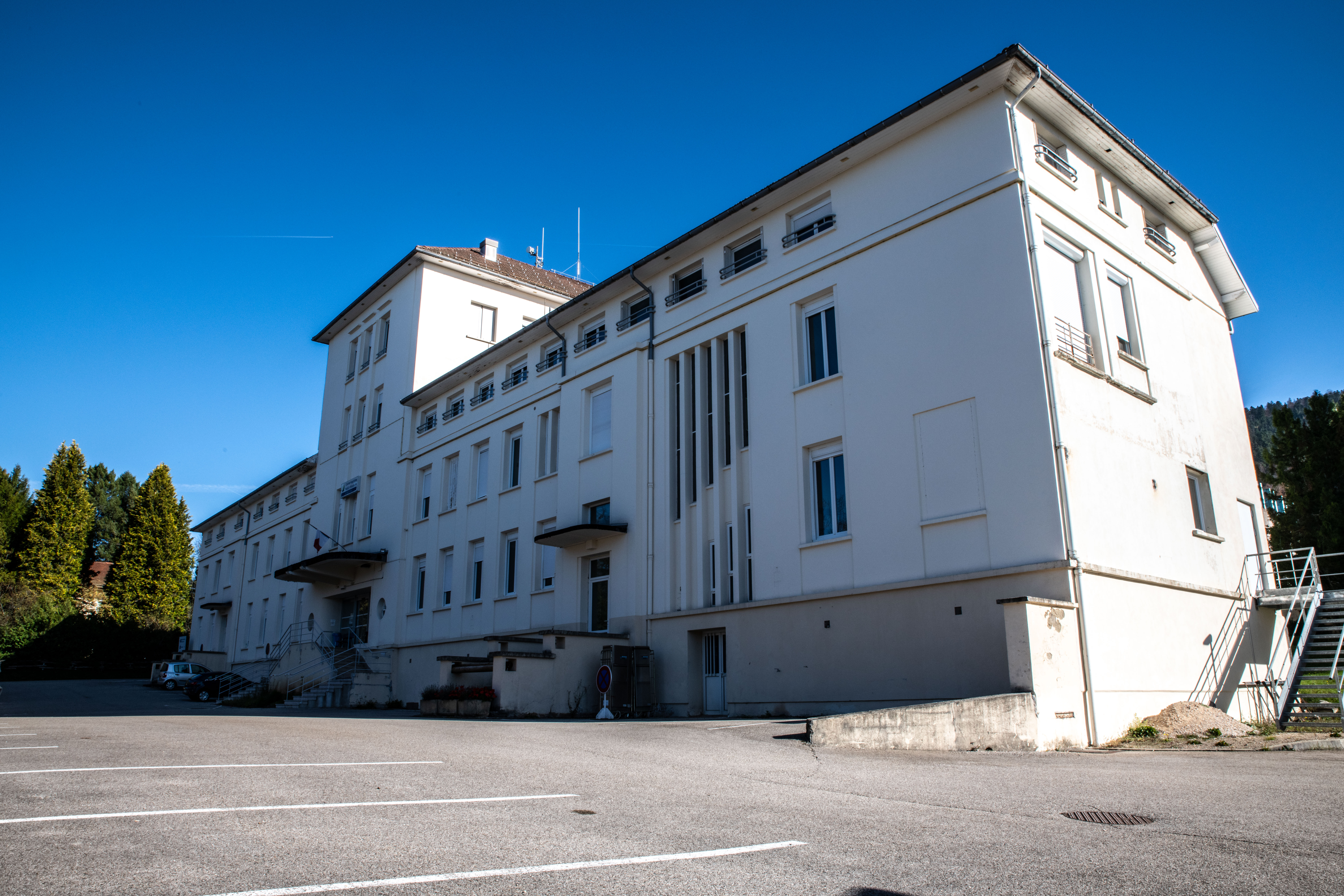
Sanatorium L'interdépartemental en 2024.

Le département de l'Ain accueillait les hommes au sanatorium Bellecombe, mais la loi Honnorat exigeant la séparation des sexes, il s'associe avec la Meuse, le Jura, l'Oise et l'Ille-et-Villaine pour construire le sanatorium Interdépartemental afin de soigner les femmes. La construction commence en 1933 et il est ouvert en 1935. Sa capacité est de 130 lits au départ puis de 188 en 1939. Ce sanatorium transformé en hôpital est spécialisé aujourd'hui dans la rééducation locomoteurs (MPR, médecine du sport). Plusieurs sportifs s'y sont fait soigner (Franck Piccard, Luc Alphan, Jean-Luc Crétier, Régine Cavagnoud, Daniel Narcisse...).

### Le sanatorium Le Splendid - L'Orcet - L'Orsac

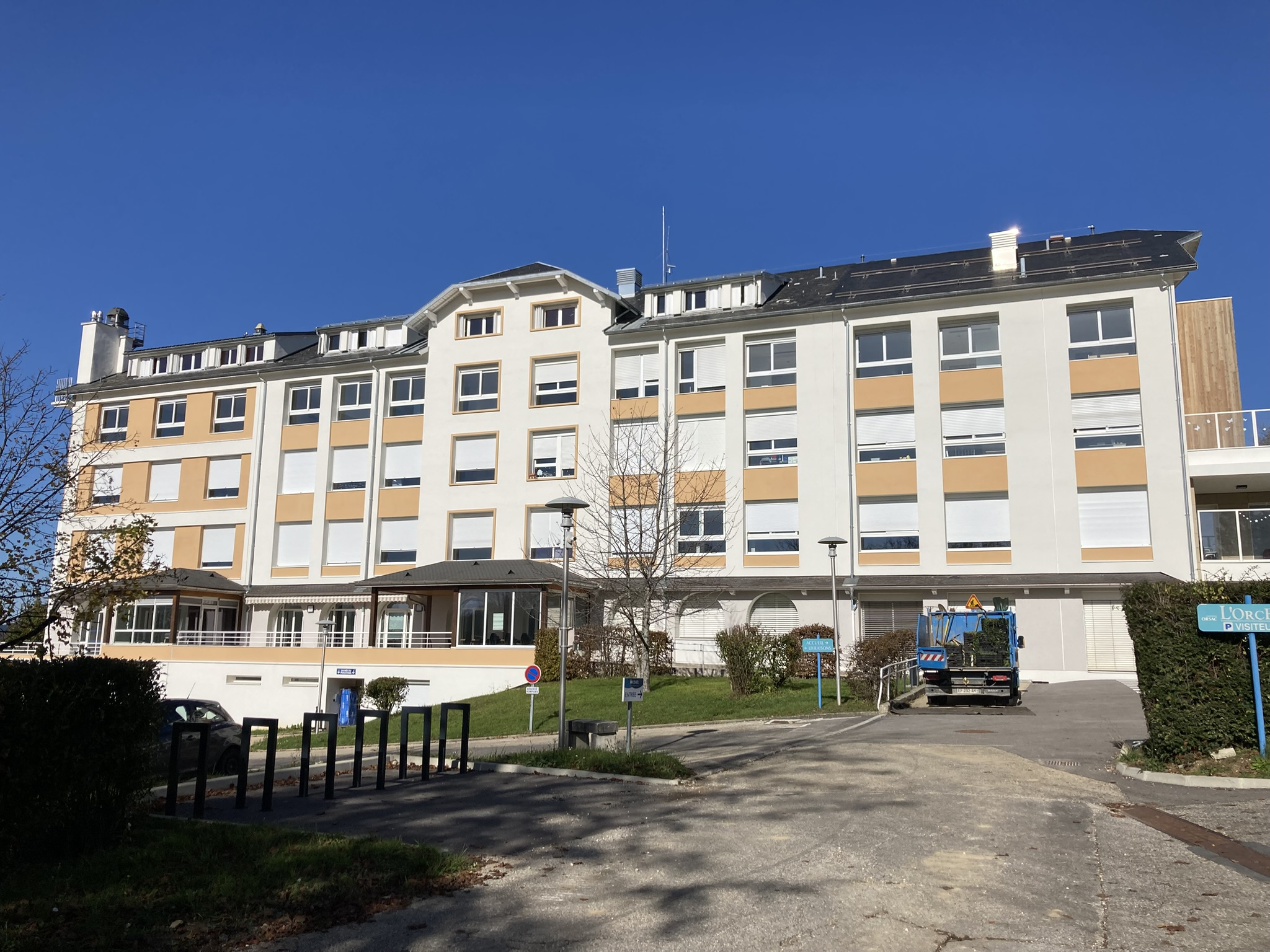
Sanatorium L'Orcet en 2024

Le sanatorium Le Splendid est ouvert en 1932. Il est racheté en 1937 par l'association Organisation Sanatoriale Catholique (ORSAC) qui a été fondée la même année. Cette association a été créée en 1937 par Robert Séné qui était venu à Hauteville pour se soigner de la tuberculose. S'ennuyant pendant sa cure, il crée une petite communauté de jeunes hommes ayant les mêmes valeurs catholiques pour s'occuper pendant ce temps d'inaction et préparer leur réinsertion à l’issue de leur séjour en sanatorium. Ils pratiquent des activités sportives, comme la spéléologie, et culturelles, théâtre, chant, musique, et créent la radio Orsac qui était diffusée dans les chambres. Ils peuvent également continuer ou reprendre leurs études. Le séjour dans ce sanatorium est radicalement différent de ce qui est pratiqué dans les autres sanatoriums. La seconde guerre mondiale met en péril les finances de l'ORSAC et pour pouvoir survivre, la direction passe un accord avec les départements du Var et de la Corse pour accueillir leurs malades. Après guerre, l'établissement prend le nom d'Orcet d'après le nom du quartier où il est implanté. Dans les années 1970, l'association ORSAC devient laïque et gardant le même acronyme devient l'Organisation pour la santé et l’accueil. Le sanatorium est reconverti en centre de convalescence et en 2010 en établissement de rééducation. Il s'associe en 2012 avec le centre de réadaptation Mangini. En 2024, l’établissement devient un Établissement d'Accueil Médicalisé (EAM) de 54 places pour personnes adultes en situation de handicap.
En plus de ces grands sanatoriums, plusieurs petites pensions et hôtels, une cinquantaine, ouvrirent pour profiter de la manne économique qu'apportaient les malades à Hauteville. Avant la seconde guerre mondiale, la station atteint sa capacité d'accueil maximale, soit environ 2500 lits ce qui en faisait la plus grande station sanatoriale française. À titre de comparaison, les HCL à Lyon disposaient de 1000 lits pour les tuberculeux.

### Galerie

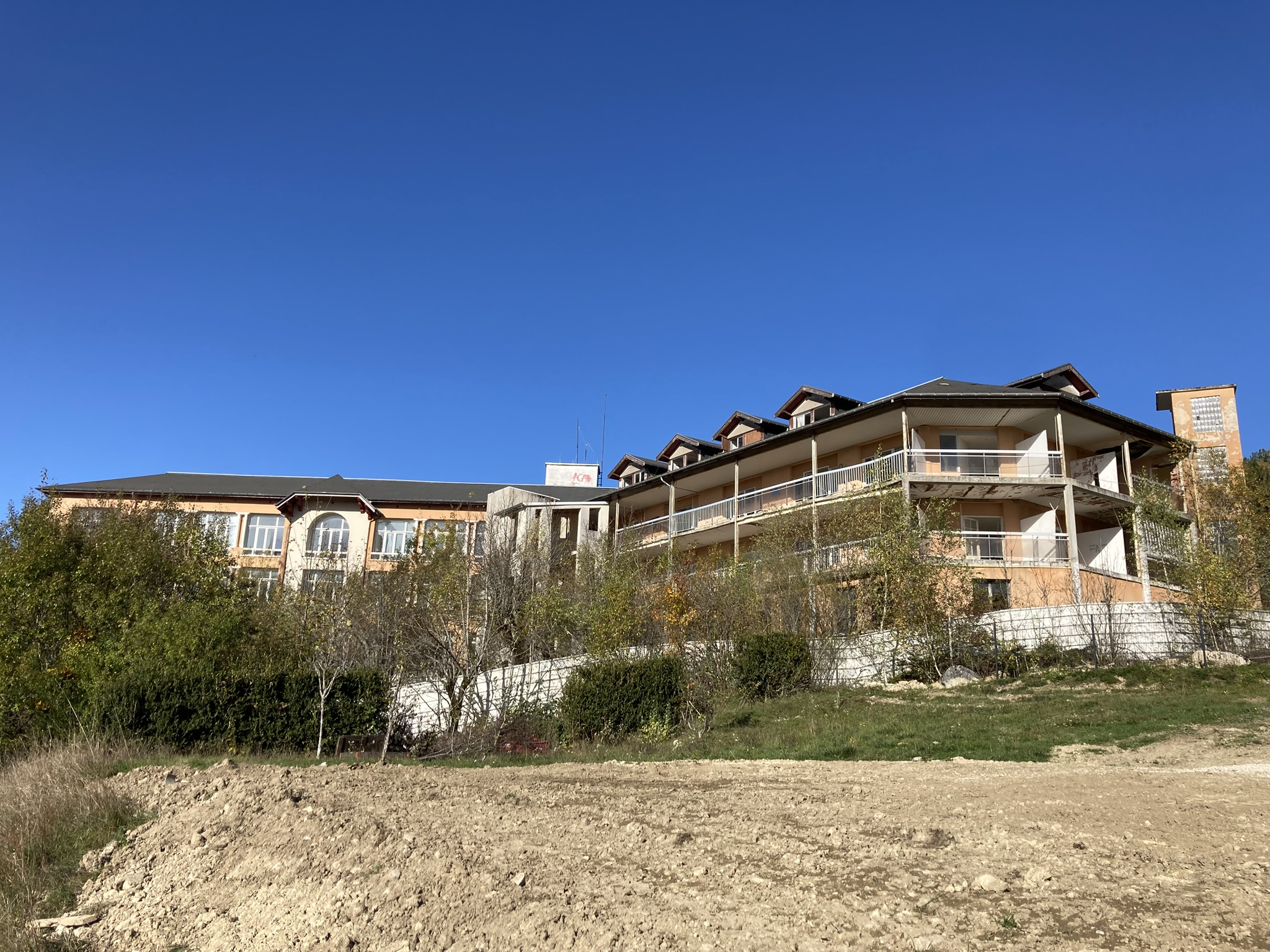
Le sanatorium Régina en 2024.
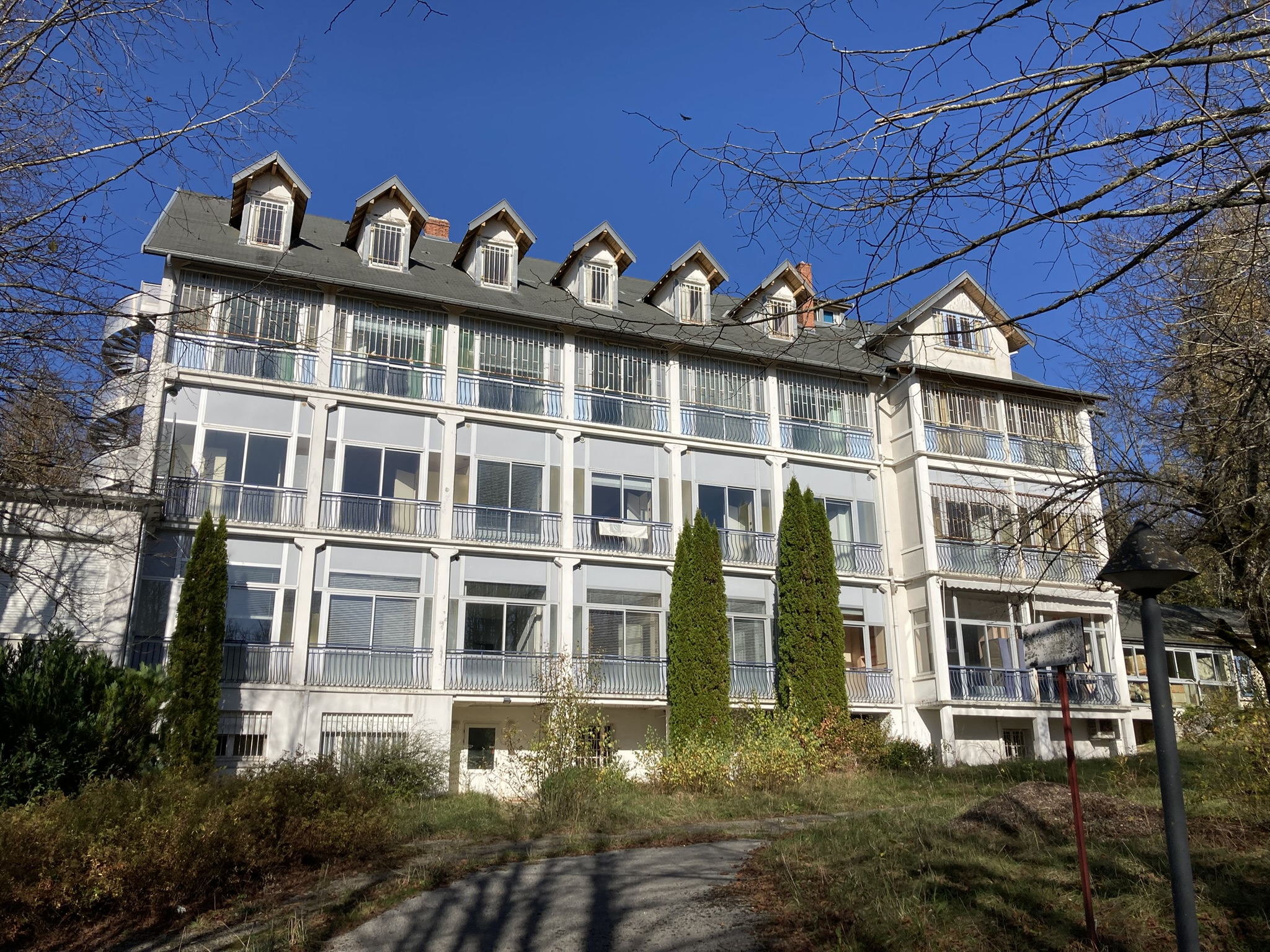
Le sanatorium Le Sermay en 2024.

## L'évolution du traitement de la tuberculose

### Les principes de la cure hygiéno-diététique ou cure sanatoriale
Au début du XXe siècle, le principe d'une cure au sanatorium reposait sur trois éléments : le bon air, le repos et une nourriture équilibrée. C'est le traitement hygiéno-diététique qui avait été reconnu comme le seul traitement reconnu contre la tuberculose dans un congrès médical en 1893 et qui déclenche la construction des sanatoriums. Au départ, dû au manque de lits et au traitement non spécifique, c'étaient les cas les plus légers qui étaient envoyés se faire soigner .

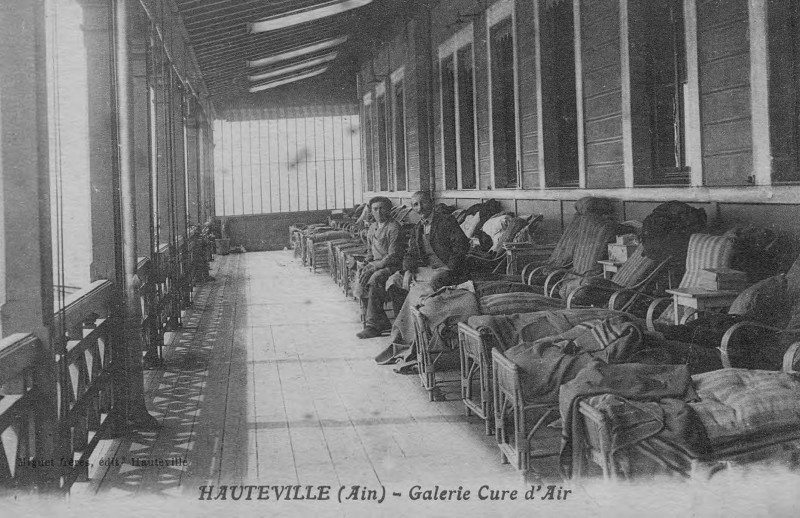
Galerie Cure d'air au sanatorium à Hauteville au début des années 1900.

Les malades étaient allongés 6 à 7h par jour, cette durée pouvant être fractionnée en deux ou quatre fois selon l'état du malade. Ils pouvaient être autorisés à effectuer des promenades pour pallier l'ennui. Ce temps de repos était pris par tous les temps dans des endroits aérés, le jour sur les galeries et balcons caractéristiques des façades sud des établissements et la nuit avec la fenêtre des chambres ouverte.

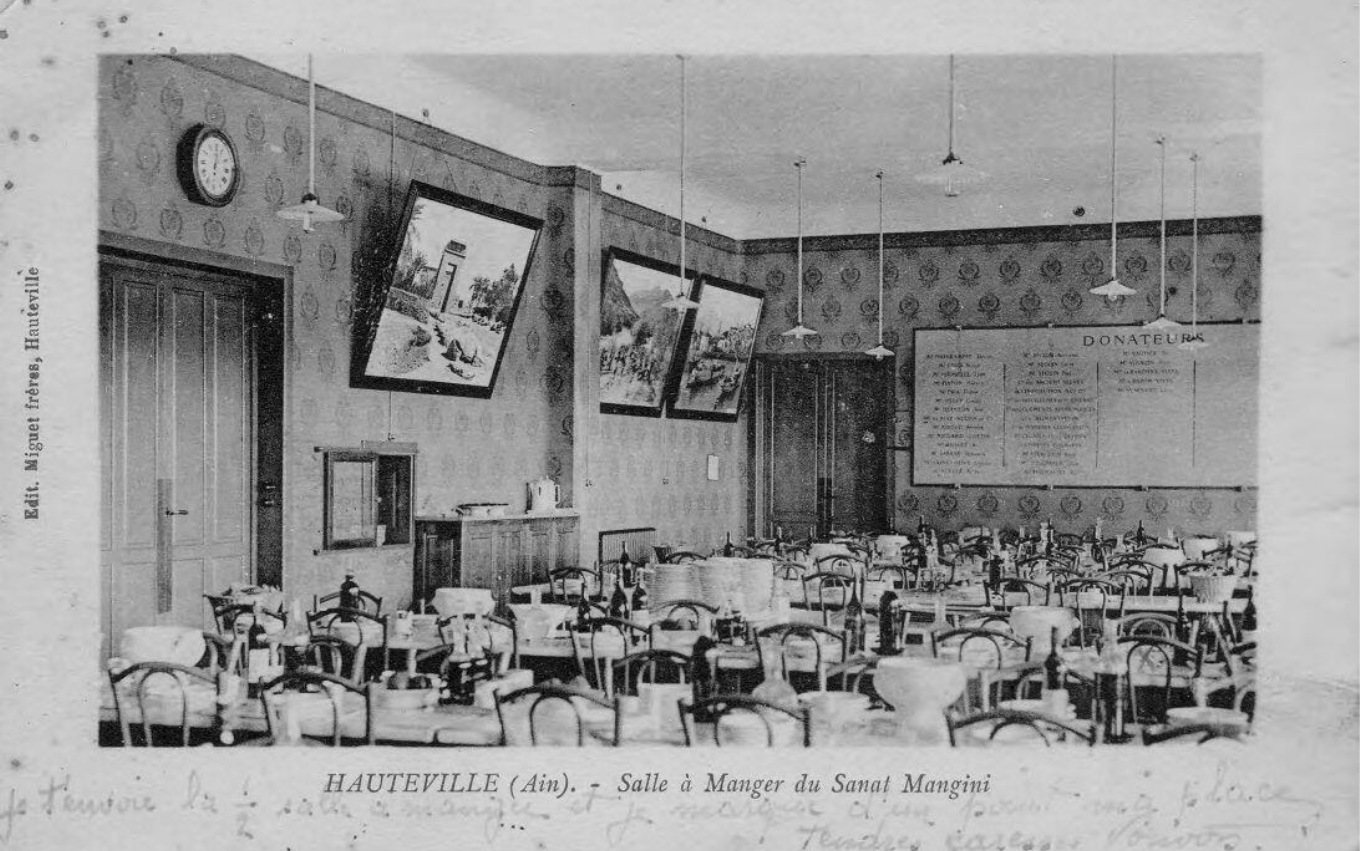
Salle à manger au sanatorium Mangini au début des années 1900.

Les malades avaient deux repas normaux et trois petites collations, et pour favoriser la guérison, la nourriture présentée est riche, abondante et variée. Même pendant la seconde guerre mondiale, les établissements réussissent à s'approvisionner malgré de grosses difficultés. Les salles à manger sont lumineuses avec des baies vitrées et vitraux et la décoration est soignée, nappes, tapisserie, tableaux aux murs...

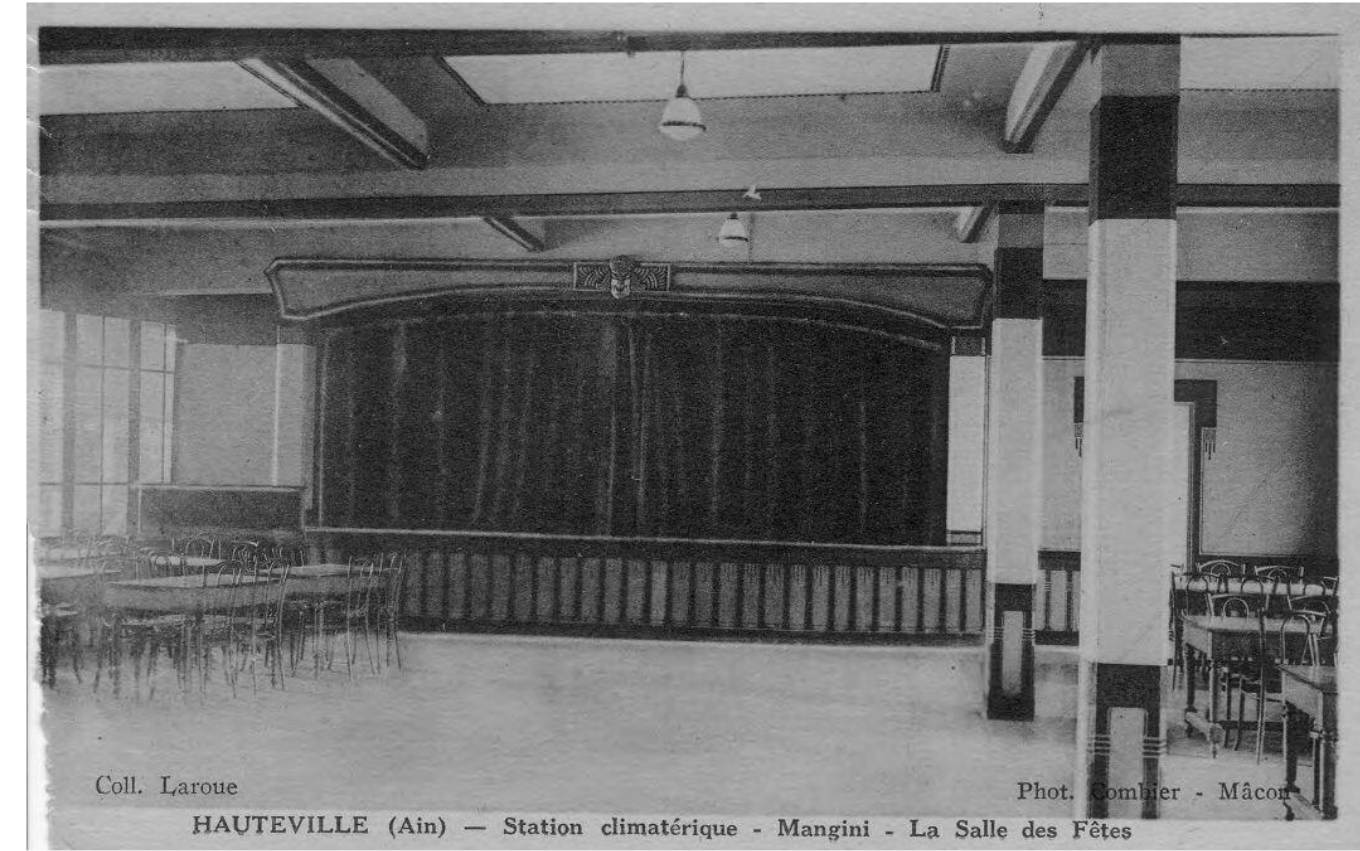
Salle des fêtes au sanatorium Mangini au début des années 1900.

Pour rendre le séjour plus agréable, de nombreuses distractions sont proposées et les sanatoriums disposent de grands parcs. Les malades ont accès au cinéma grâce aux frères Lumière, des bibliothèque sont accessibles dans les établissements. Ils peuvent également sur avis médical se rendre en ville ce qui va booster la vie économique des villages d'Hauteville et de Lompnes. 

### L’évolution thérapeutique

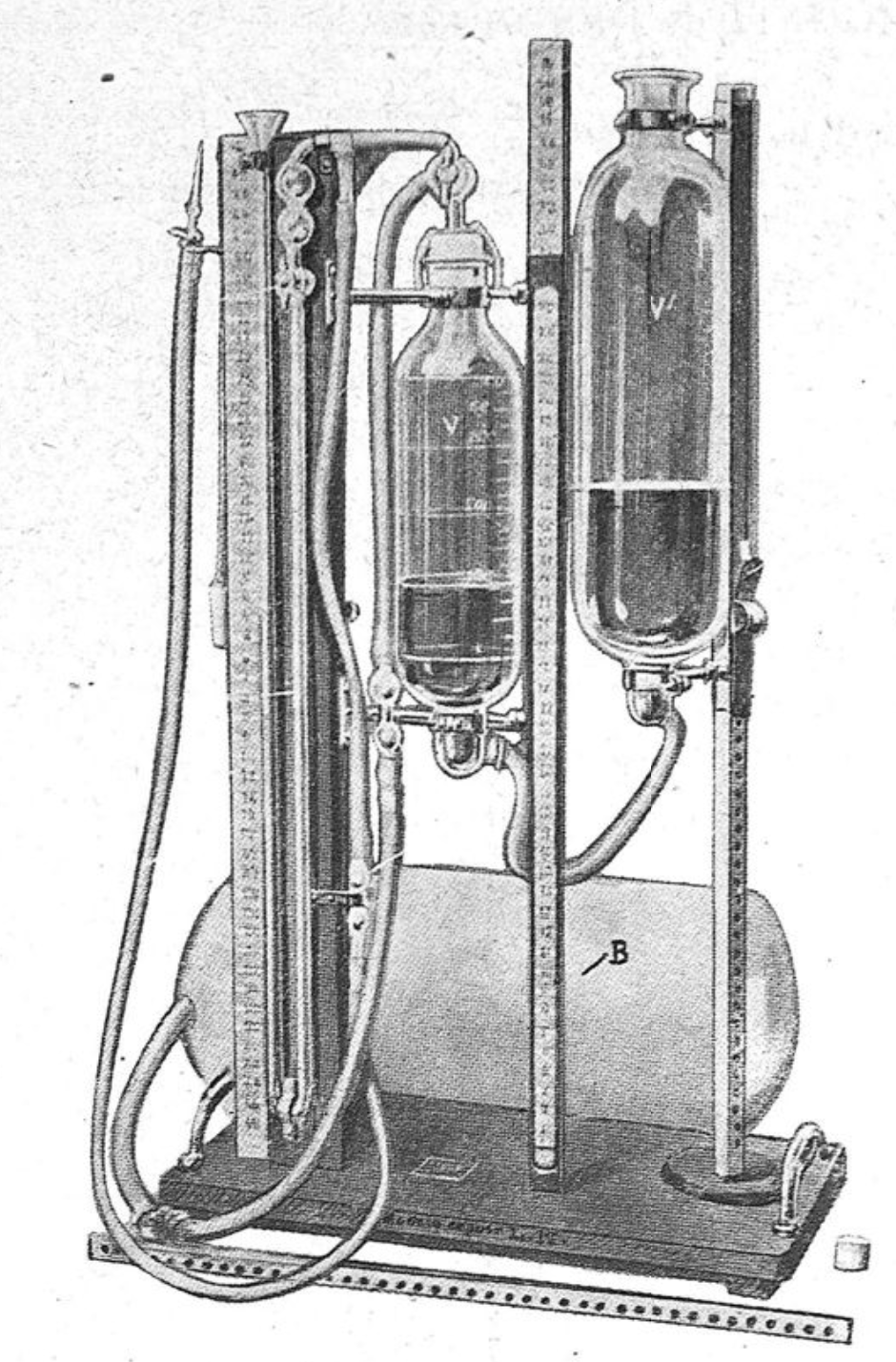
Appareil à pneumothorax artificiel

En 1905, est installé au sanatorium Mangini un appareil de radiographie qui permet de voir les lésions pulmonaires. Le docteur Frédéric Desmarest réalise en 1908 le premier pneumothorax thérapeutique en France. Ce procédé consiste à insuffler de l'air entre les deux feuillets de la plèvre pour limiter l'expansion de la tuberculose.
En 1913, avec l'aide du professeur Léon Bérard, chirurgien, Frédéric Desmaret réalise la première intervention de thoracoplastie qui consiste à enlever une ou plusieurs côtes, lorsque le pneumothorax est impossible à réaliser. Leurs travaux sur la thoracoplastie, puis sur la phrénicectomie en 1923, sont publiés au Congrès de la tuberculose de Lyon, en 1927, et au Congrès de chirurgie de Paris, en 1929. Peu après, Dumarest introduit à Hauteville la pleuroscopie et la section des adhérences pleurales avec Rougy puis le pneumothorax extrapleural chirurgical, et l’apicolyse avec plombage acrylique.
Ces traitements perdureront jusque dans les années 1950 et cesseront grâce à l'utilisation des antibiotiques.

## Hauteville au temps des sanatoriums

### Le nombre d'habitants
Alors que la population était au départ défavorable à l'implantation des sanatoriums, l’attractivité économique que cela engendre oblige les communes à changer de politique. En plein exode rurale, les communes du plateau voient leur population augmenter pour atteindre un maximum de 5 419 habitants en 1954 avec 1600 malades en 1962. Entre 1926 et 1954, le plateau a gagné 3 000 personnes, malades inclus. 

### L'activité économique
Les malades restant sur le plateau quelques mois voire quelques années, de nombreux commerces voient le jour et notamment tout ce qui pouvaient occuper les malades qui avaient le droit de sortir pour occuper leur temps libre. Au début 1900, la commune possède tous les métiers de bouche, par exemple, un boulanger, un pâtissier, et cinq épiciers. En 1950, il y a 19 épiceries, trois boulangeries et quatre pâtisseries mais aussi onze coiffeurs, seize hôtels restaurants, une trentaine de magasin de vêtements, sept parfumeries, des photographes, deux cinémas... 

### Les transports

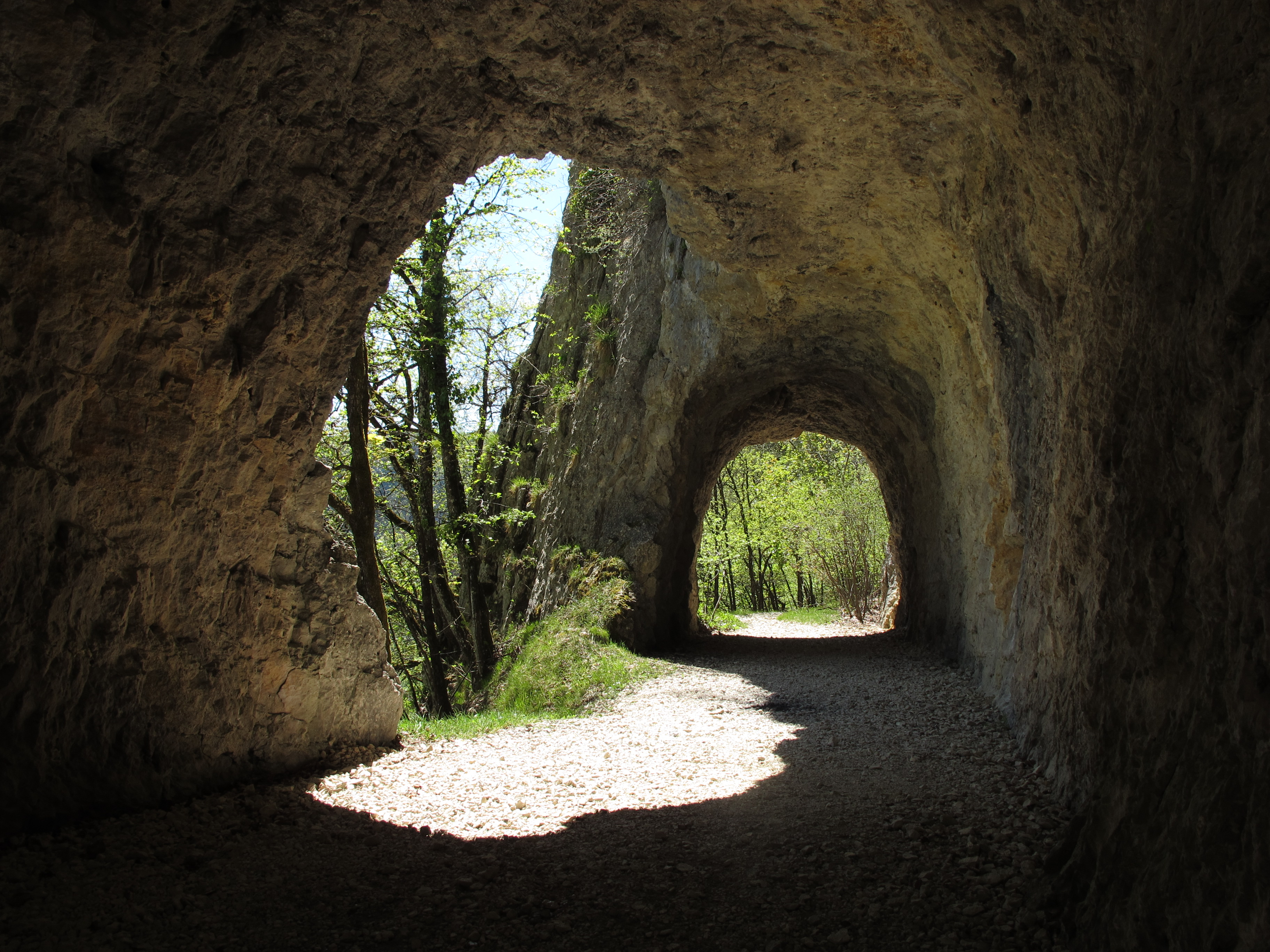
Tunnels percés pour faire passer la ligne de trains de Tenay à Hauteville au niveau du hameau de la Charabotte

À partir de 1857, la station est desservie par la ligne Lyon-Genève à partir de la gare de Tenay aujourd'hui Tenay-Hauteville distante de 13 km. En 1909, on envisage de construire une ligne qui relierait Tenay à Hauteville en passant par la vallée de l'Albarine. Dix-huit tunnels sont percés, cependant, les travaux sont interrompus par la première guerre mondiale et le projet est définitivement abandonné en 1936. Faute de train, les trajets sont effectués en car avec cinq aller-retour quotidiens à partir de la gare de Tenay, cars qui acheminent également le courrier. 
À partir de 1913, une ligne de tramway départemental relie Saint-Martin du Fresne à Hauteville. Cette ligne sera abandonnée en 1954, avec au plus quatre liaisons quotidiennes aller-retour. Elle servait également à alimenter les sanatoriums en charbon avec jusqu'à 40 tonnes acheminés par jour lors des mois d'hiver.

### Galeries d'images
- https://patrimoines.ain.fr/galerie/galerie/images/62/n:1512